# Robert Wagner (acteur)
Robert John Wagner (Detroit, 10 februari 1930) is een Amerikaans film- en televisieacteur. Hij was te zien in drie populaire Amerikaanse televisieseries, die samen 30 jaar liepen; It Takes a Thief (1968–1970), Switch (1975–1978), en Hart to Hart (1979–1984). Later speelde hij bijrollen in onder meer de Austin Powers-films en de tv-serie NCIS. 
Op 23 september 2008 verscheen Wagners autobiografie Pieces of My Heart: A Life, geschreven samen met auteur Scott Eyman.

## Biografie

### Start carrière
Wagner werd geboren als zoon van een staalproducent. Toen hij zeven jaar was, verhuisde hij met zijn familie naar Los Angeles. Hier begon hij met zijn carrière als acteur.
Wagner werd ontdekt als acteur door Henry Willson toen hij met zijn familie uit eten was. Niet veel later maakte Wagner zijn acteerdebuut in de film The Happy Years (1950). Daarna speelde hij nog enkele kleine rolletjes, tot zijn rol in With a Song in My Heart hem een contract opleverde bij 20th Century Fox.
Zijn contract met Fox leidde tot een reeks hoofdrollen in films als Beneath the 12-Mile Reef (1953) en Prince Valiant (1954). Ook speelde hij kleinere rollen in A Kiss Before Dying (1956) en Between Heaven and Hell (1956).
Tijdens het begin van zijn carrière werd Wagner de protegé van acteur Clifton Webb, met wie hij samen te zien was in Stars and Stripes Forever (1952) en Titanic (1953). Zijn optredens leverden hem een nominatie op voor de Golden Globe Award in de categorie “Most Promising Newcomer in motion pictures” .

### Succes in televisie
Wagner beschouwde zichzelf lange tijd als filmacteur, totdat Lew Wasserman hem in 1968 ervan overtuigde om ook voor de televisie te gaan werken. Wagner tekende een contract met Universal Studios, en kreeg zo de hoofdrol in de serie It Takes a Thief. In de serie speelde hij samen met Fred Astaire. De serie maakte hem bij een nieuw publiek bekend.
Naast acteren ging Wagner zich ook bezighouden met produceren. In 1972 produceerde hij zelf de televisiefilm Madame Sin, waarin hij samen te zien was met Bette Davis.
Midden jaren 70 was Wagners televisiecarrière op zijn hoogtepunt, met een rol in de populaire serie Switch. Zijn derde succesvolle serie was Hart to Hart met Stefanie Powers.
Ook had hij een rol in de jaren 70 in de tv serie Colditz.

### Terugkeer naar film
Wagners filmcarrière stond tijdens zijn televisiecarrière op een laag pitje, maar werd nieuw leven ingeblazen toen hij een rol kreeg in de populaire Austin Powers-filmreeks. Hij speelde hierin Number 2, een handlanger van Dr. Evil. Hij vertolkte de rol in alle drie de films: Austin Powers: International Man of Mystery (1997), Austin Powers: The Spy Who Shagged Me (1999) en Austin Powers in Goldmember (2002).
Wagner werd tevens de presentator van Fox Movie Channels Hour of Stars.
In 2007 speelde Wagner de rol van president James Garfield in de komedie/horrorfilm Netherbeast Incorporated (2007). De rol werd speciaal voor hem geschreven.
Vanaf 2010 had Wagner een bijrol in meerdere afleveringen van de politieserie NCIS, als "playboy op leeftijd" Anthony DiNozzo, de vader van hoofdrolspeler Anthony (Tony) DiNozzo jr.

## Persoonlijk leven
Wagner trouwde op 28 december 1957 met actrice Natalie Wood, maar dit huwelijk strandde in 1962. Wagner vertrok daarna naar Europa op zoek naar betere filmrollen. In Europa ontmoette hij een oude vriendin, actrice Marion Marshall. Hij trouwde met haar in de lente van 1963 en verhuisde met haar en haar kinderen terug naar Amerika. Samen kregen ze een dochter, Katie Wagner. In 1971 liep ook dit huwelijk stuk.
Wagner bleef al die jaren in contact met zijn ex-vrouw Wood. Op 16 juli 1972 hertrouwde hij met haar. In 1974 kregen ze samen een dochter, Courtney. In november 1981 kwam Natalie Wood om het leven toen ze van haar jacht viel en verdronk. Nadien werd Wagner de voogd van Woods dochter, Natasha Gregson Wagner.
Begin 1982 ontmoette Wagner actrice Jill St. John en begon een relatie met haar. Ze trouwden op 26 mei 1990.
In november 2011, dertig jaar na dato, werd het onderzoek naar de dood van Natalie Wood opnieuw geopend. Hoewel zaken niet helemaal duidelijk werden, gold Wagner daarna niet langer als verdachte.

## Filmografie
| Jaar | Titel                                            | Rol                                  | Bijzonderheden                                          |
| ---- | ------------------------------------------------ | ------------------------------------ | ------------------------------------------------------- |
| 1951 | The Frogmen                                      | Lt. (jg) Franklin                    |                                                         |
| 1951 | Halls of Montezuma                               | Pvt. Coffman                         |                                                         |
| 1951 | Let's Make It Legal                              | Jerry Denham                         |                                                         |
| 1952 | With a Song in My Heart                          | GI Paratrooper                       |                                                         |
| 1952 | Stars and Stripes Forever                        | Willie Little                        |                                                         |
| 1952 | What Price Glory?                                | Private Lewisohn                     | Geregisseerd door John Ford                             |
| 1953 | Beneath the 12-Mile Reef                         | Tony Petrakis                        | Eerste hoofdrol                                         |
| 1953 | Titanic                                          | Gifford "Giff" Rogers                |                                                         |
| 1953 | The Silver Whip                                  | Jess Harker                          |                                                         |
| 1954 | Broken Lance                                     | Joe Devereaux                        |                                                         |
| 1954 | Prince Valiant                                   | Prins Valiant                        |                                                         |
| 1955 | White Feather                                    | Josh Tanner                          |                                                         |
| 1956 | A Kiss Before Dying                              | Bud Corliss                          |                                                         |
| 1956 | Between Heaven and Hell                          | Sam Gifford                          |                                                         |
| 1956 | The Mountain                                     | Christopher Teller                   |                                                         |
| 1957 | The True Story of Jesse James                    | Jesse James                          | Geregisseerd door Nicholas Ray                          |
| 1957 | Stopover Tokyo                                   | Mark Fannon                          |                                                         |
| 1958 | The Hunters                                      | Lt. Pell                             |                                                         |
| 1958 | In Love and War                                  | Frank "Frankie" O'Neill              |                                                         |
| 1958 | Mardi Gras                                       | Cameo                                |                                                         |
| 1959 | Say One for Me                                   | Tony Vincent                         |                                                         |
| 1960 | All the Fine Young Cannibals                     | Chad Bixby (gebaseerd op Chet Baker) |                                                         |
| 1961 | Sail a Crooked Ship                              | Gilbert Barrows                      |                                                         |
| 1962 | The Longest Day                                  | US Army Ranger                       |                                                         |
| 1962 | The War Lover                                    | Lt Ed Boland                         |                                                         |
| 1962 | The Condemned of Altona                          | Werner von Gerlach                   |                                                         |
| 1963 | The Pink Panther                                 | George Lytton                        |                                                         |
| 1966 | Harper                                           | Allan Taggert                        |                                                         |
| 1967 | Banning                                          | Mike Banning                         |                                                         |
| 1968 | The Biggest Bundle of Them All                   | Harry Price                          |                                                         |
| 1968 | Don't Just Stand There!                          | Lawrence Colby                       |                                                         |
| 1969 | Winning                                          | Luther Erding                        |                                                         |
| 1972 | Madame Sin                                       | Anthony Lawrence                     |                                                         |
| 1974 | The Towering Inferno                             | Dan Bigelow                          |                                                         |
| 1976 | Laurence Olivier Presents: Cat on a Hot Tin Roof | Brick Pollitt                        |                                                         |
| 1976 | Midway                                           | Lieutenant Commander Ernest L. Blake |                                                         |
| 1979 | The Concorde ... Airport '79                     | Kevin Harrison                       |                                                         |
| 1983 | Curse of the Pink Panther                        | George Lytton                        | Vervolg op de rol in de eerste film van de reeks (1963) |
| 1983 | I Am the Cheese                                  | Dr. Brint                            |                                                         |
| 1987 | Love Among Thieves                               | Mike Chambers                        |                                                         |
| 1991 | Delirious                                        | Jack Gates (niet op de aftiteling)   |                                                         |
| 1993 | Dragon: The Bruce Lee Story                      | Bill Krieger                         |                                                         |
| 1997 | Austin Powers: International Man of Mystery      | Nummer Twee                          |                                                         |
| 1998 | Wild Things                                      | Tom Baxter                           |                                                         |
| 1999 | Crazy in Alabama                                 | Harry Hall                           |                                                         |
| 1999 | Austin Powers: The Spy Who Shagged Me            | Number Two                           | Vervolg op de rol in de eerste film van de reeks (1997) |
| 2000 | Play It to the Bone                              | Hank Goody                           |                                                         |
| 2000 | Becoming Dick                                    | Edward                               |                                                         |
| 2001 | Sol Goode                                        | Sol's Dad                            |                                                         |
| 2002 | Austin Powers in Goldmember                      | Number Two                           | Vervolg op de rol in de eerdere films van de reeks      |
| 2006 | Everyone's Hero                                  | Mr. Robinson                         | Stem van Mr. Robinson                                   |
| 2006 | Hoot                                             | Mayor Grandy                         |                                                         |
| 2007 | Netherbeast Incorporated                         | President James Garfield             |                                                         |
| 2007 | Man in the Chair                                 | Taylor Moss                          |                                                         |
| 2007 | A Dennis the Menace Christmas                    | Mr. Wilson                           | Direct uitgebracht op video                             |
| 2009 | The Wild Stallion                                | Novak                                | Direct uitgebracht op video                             |
| 2014 | The Hungover Games                               | Liam                                 | Direct uitgebracht op video                             |
| 2016 | Lend a Hand for Love                             | Narrator                             | Korte film                                              |
| 2017 | What Happened to Monday                          | Charles Benning                      |                                                         |

## Televisieseries

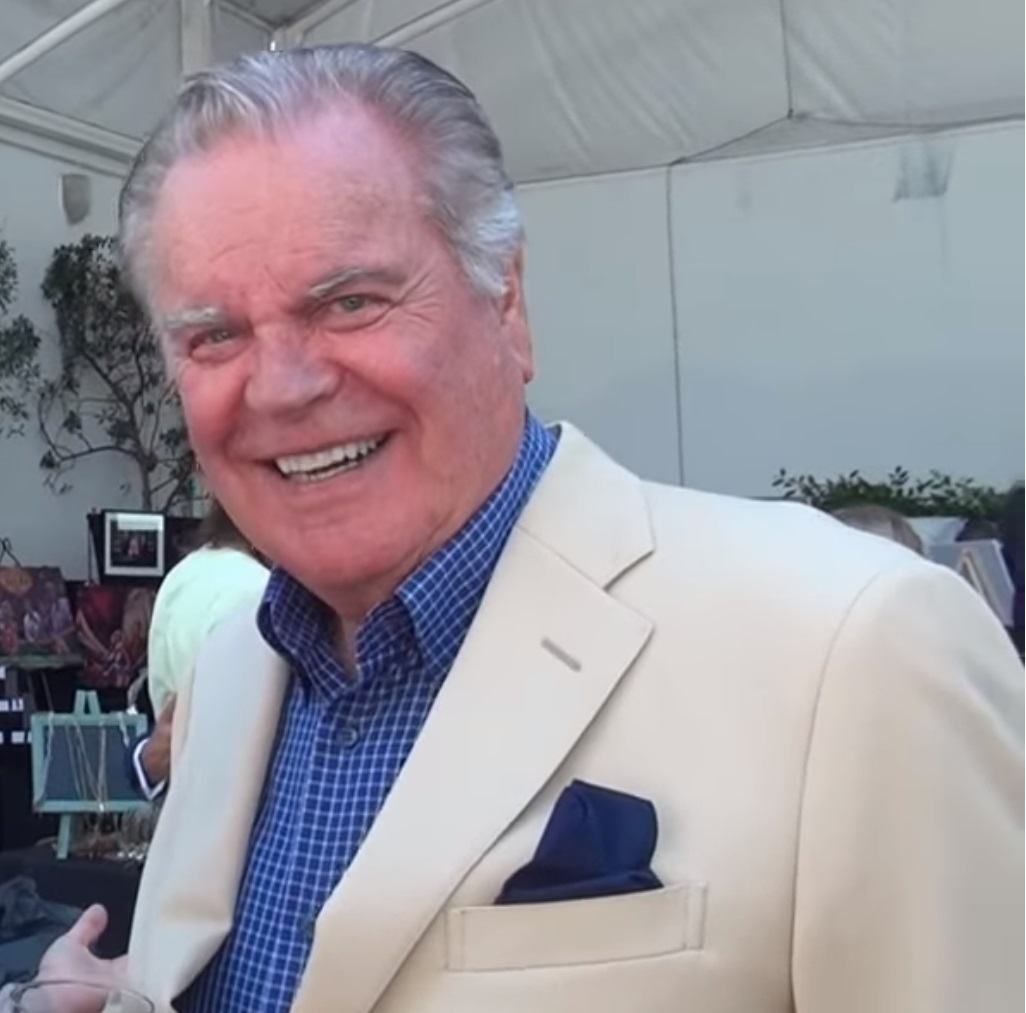
Wagner geïnterviewd door MBN Newsvideoweb in 2013 over zijn rol in NCIS

- Alexander Mundy in It Takes a Thief (1968–70)
- David Corey in The Name of the Game (1970–1971)
- Pete T. Ryan in Switch (1975–1978)
- Jonathan Hart in Hart to Hart (1979–1984)
- Digicron President in Fatal Error (1999), tv-film van de Amerikaanse zender TBS
- Teddy Leopold in Two and a Half Men (2007–2008)
- Anthony DiNozzo senior in NCIS (2010-2018)